# Capsicum buforum
Capsicum buforum är en potatisväxtart som beskrevs av A. T. Hunziker. Capsicum buforum ingår i släktet spanskpepparsläktet, och familjen potatisväxter. Inga underarter finns listade i Catalogue of Life.